# Naukšēni
El municipi de Naukšēni (en letó: Naukšēnu novads) és un dels 110 municipis de Letònia, que es troba localitzat al nord del país bàltic, i que té com a capital la localitat de Naukšēni. El municipi va ser creat l'any 2009 després de la reorganització territorial.

## Ciutats i zones rurals
- Ķoņu pagasts (zona rural)
- Naukšēnu pagasts (zona rural)

## Població i territori
La seva població està composta per un total de 2.316 persones (2009). La superfície del municipi té uns 280,6 kilòmetres quadrats, i la densitat poblacional és de 8,25 habitants per kilòmetre quadrat.